# AeroVironment

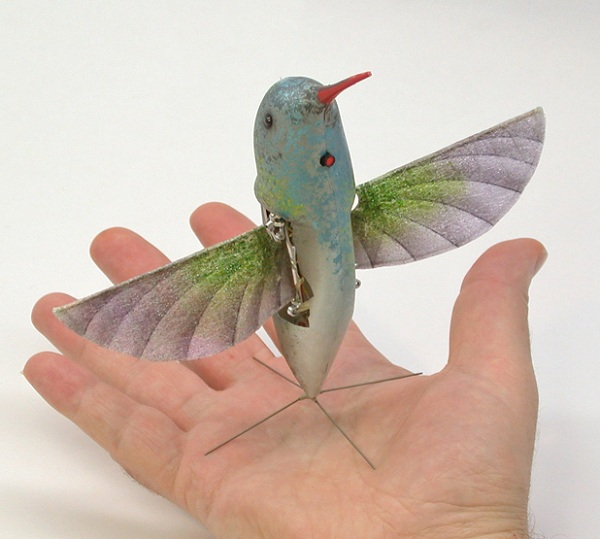
Le prototype du Nano Hummingbird présenté en 2011 par AeroVironment.

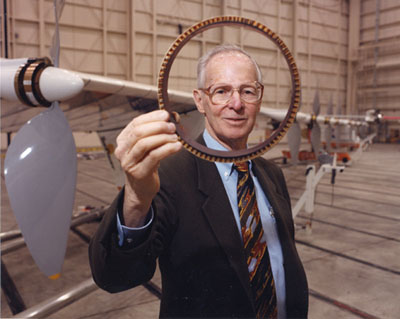
Paul MacCready

AeroVironment est une entreprise américaine basée en Californie (Monrovia et Simi Valley, dans le Grand Los Angeles) spécialisée dans l'invention et la fabrication de véhicules, en particulier aériens. Fondée en 1971 par l'ingénieur aéronautique Paul McCready, elle s'est fait connaître par l'invention du Gossamer Condor, premier avion à propulsion humaine, dans les années 1970. 
Depuis, elle s'est spécialisée dans la conception et la production de  drones (avions sans pilote humain à bord) à usage civil ou militaire (observation, attaque), présentant ainsi en 2011 un modèle du Nano Hummingbird (en), un drone à peine plus grand qu'un colibri. Elle a aussi développé, avec le CalTech, un ornithoptère (drone battant des ailes), appelé MicroBat. AeroVironment est ainsi devenue la première firme sur le secteur des drones miniatures (en), en particulier avec ses modèles Raven, WASP (en) et Puma AE. 
Cotée au Nasdaq, AeroVironment travaille avec la NASA, le Pentagone et la DARPA, et peut donc être considérée comme l'un des acteurs du complexe militaro-industriel américain. La plupart des drones sont utilisés par l'armée américaine, mais certains alliés y ont aussi accès (dont la France ou l'Australie). 
Enfin, AeroVironment détient la filiale Skytower, Inc., créée en 2000 et spécialisée sur les drones volant à très haute altitude. Cette filiale a notamment travaillé avec la NASA et le ministère japonais des Affaires intérieures et des Communications pour développer un drone qui servirait comme satellite de télécommunications, mais qui volerait dans la stratosphère.

## Engins développés

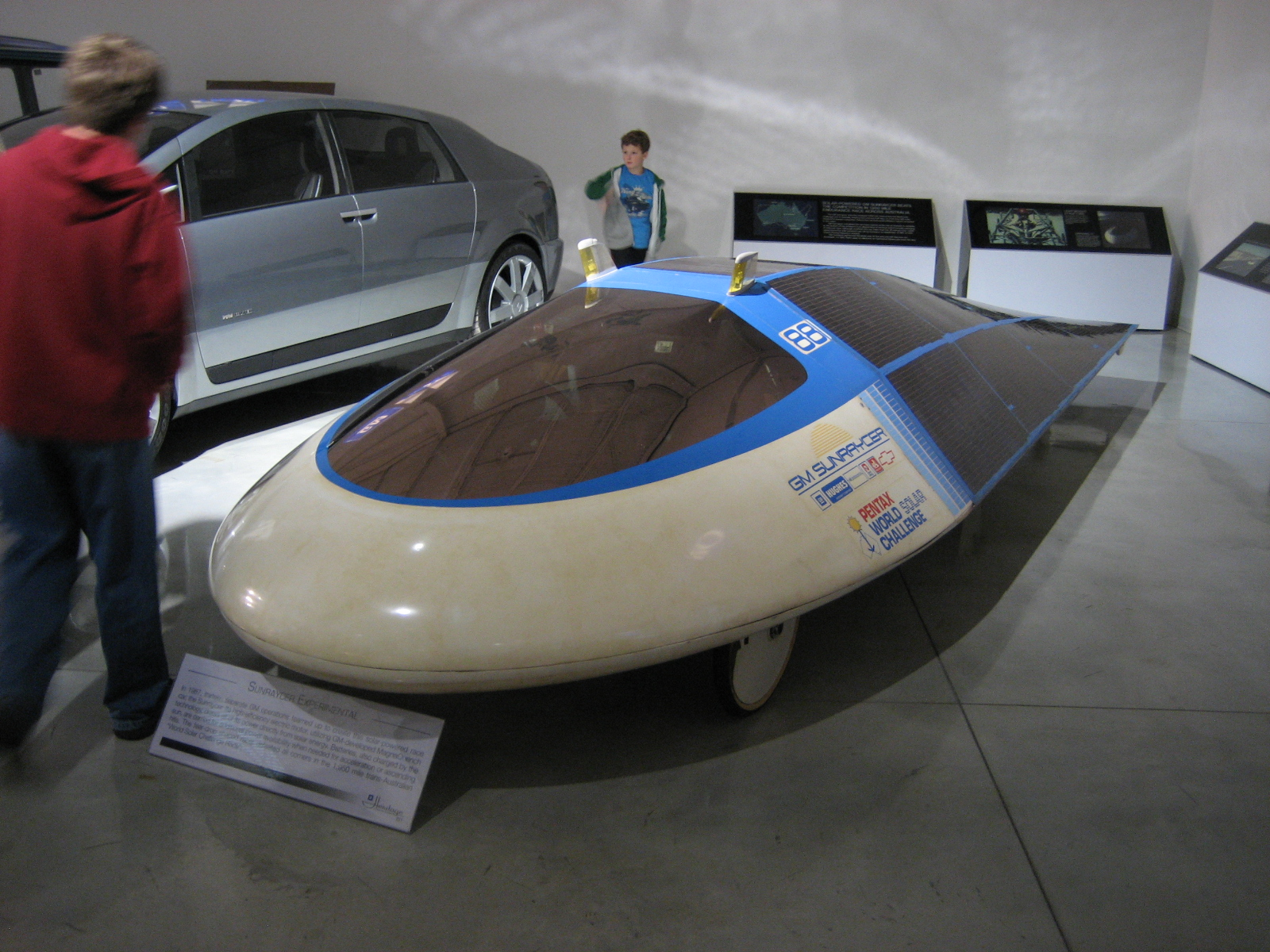
Le, gagnant du World Solar Challenge de 1987.

L'exploit historique du Gossamer Condor, qui obtint en 1977 le prix Kremer délivré aux pionniers du vol à énergie humaine, a fait connaître Paul MacCready et sa société AeroVironment qui ont développé par la suite d'autres engins à énergie musculaire, puis solaire et électrique, de plus en plus sophistiqués :
- le Gossamer Albatross, un clone du Gossamer Condor, réalisé presque entièrement en matériaux composites et plastiques, qui a traversé la Manche en juin 1979 ;
- le Gossamer Penguin (en), un modèle Albatross modifié pour voler à l'énergie solaire ;
- le Solar Challenger (en), spécialement étudié pour voler à l'énergie solaire (les ailes sont recouvertes de cellules photovoltaïques) ;
- la série des appareils NASA Pathfinder, Pathfinder Plus, Centurion et Helios, développée avec la NASA pour effectuer des vols de longue durée à haute altitude, à énergie solaire assistée par une énergie embarquée (piles à combustible). Les cellules photovoltaïques provenaient de Sunpower, racheté en 2011 par Total.
- le Sunraycer (en), une voiture à énergie solaire qui a remporté le premier World Solar Challenge en 1987. Il a été développé en collaboration avec General Motors (GM) et Hughes Aircraft.
- le General Motors EV1, une voiture électrique développée avec GM, dont un peu plus d'un millier d'unités ont été produites et vendues entre 1996 et 1999.

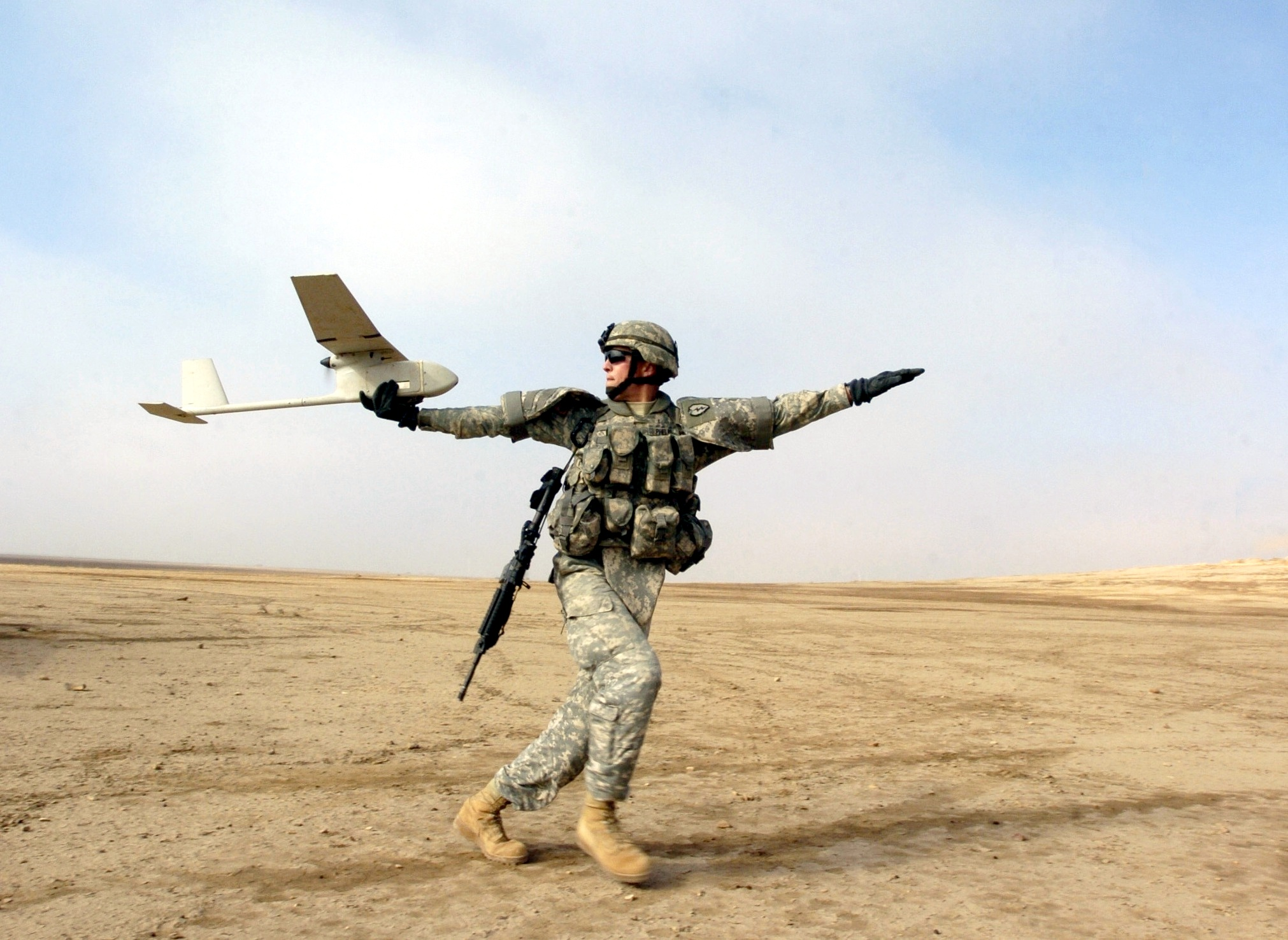
Un sergent de la US Army lance le RQ-11 Raven sur le champ de bataille. La légende de source de l'image indique Patika Province, Iraq, et comme date 2006 ; mais s'il y a une province Paktîkâ en Afghanistan, aucune province ne porte ce nom ou un nom similaire en Irak.

- le RQ-11 Raven[5], un petit drone de combat utilisé par l'US Army et certains de ses alliés, notamment en Irak. AeroVironment avait aussi produit environ mille exemplaires du RQ-14 Dragon Eye, qui fut abandonné au profit du Raven.
- le RQ12A WASP AE (en), un drone d'intelligence miniature[6],[7], actuellement utilisé par la US Air Force (depuis 2007), la Marine, ainsi que par la Marine française et l'armée de terre australienne.
- le SkyTote (en), un drone VTOL (aéronef à décollage et atterrissage verticaux) développé pour l'Air Force Research Laboratory. Sa production a été arrêtée.
- des stations de recharge pour les voitures électriques, son modèle ayant été adopté par la Nissan LEAF vendue depuis décembre 2010 au Japon et aux États-Unis.
- AeroVironment FQM-151 Pointer (en)
- le switchblade, un drone portant une charge mortelle avec un rayon d'action de 10 km[8],[9].
- le blackwing, un drone pouvant etre déployé à partir d'un sous-marin ou d'autres véhicules militaires mobiles[10],[11].
- le VAPOR, un hélicoptère sans pilote existant en deux versions[12],[13],[14].
- la LRTA, (long range tracking antenna system)[15],[16].

## Programmes en développement
Depuis 2003, AeroVironment a remporté quatre contrats pour développer des drones. Outre ses contrats particuliers, la firme a un contrat IDIQ (en) de 5 ans, d'un montant de 4,7 millions de dollars, avec l'Air Force Research Laboratory, visant au développement de technologies avancées de propulsion pour les drones.
- le AeroVironment Global Observer (en), un drone volant à très haute altitude (17  à   20 000 mètres), doté d'un moteur à hydrogène. Le prototype a déjà été soumis à une série de tests au Dryden Flight Research Center de la NASA, situé sur la base aérienne Edwards (Californie), sous la supervision du département de la Défense, de la NASA et d'AeroVironment [17].

## Actionnaires
Liste des principaux actionnaires au 9 mai 2023:
| The Vanguard Group                    | 10,1% |
| SSgA Funds Management                 | 5,83% |
| American Capital Management           | 5,81% |
| Tamro Capital Partners                | 4,93% |
| Bamco                                 | 4,79% |
| Baillie Gifford & Co.                 | 2,99% |
| Opus Capital Group                    | 2,94% |
| Nikko Asset Management Co., Ltd.      | 2,90% |
| Nikko Asset Management Americas, Inc. | 2,90% |
| Capital Research & Management Co.     | 2,85% |